# Нью-Маямі (Огайо)
Нью-Маямі (англ. New Miami) — селище (англ. village) в США, в окрузі Батлер штату Огайо. Населення — 2217 осіб (2020).

## Географія
Нью-Маямі розташований за координатами 39°25′56″ пн. ш. 84°32′26″ зх. д. / 39.43222° пн. ш. 84.54056° зх. д. (39.432125, -84.540581).  За даними Бюро перепису населення США в 2010 році селище мало площу 2,44 км², з яких 2,34 км² — суходіл та 0,09 км² — водойми.

## Демографія
Згідно з переписом 2010 року, у селищі мешкало 2249 осіб у 792 домогосподарствах у складі 590 родин. Густота населення становила 923 особи/км².  Було 877 помешкань (360/км²).
Расовий склад населення:
| - 92,0 % — білих - 5,2 % — чорних або афроамериканців - 0,3 % — корінних американців - 0,1 % — вихідців з тихоокеанських островів - 0,1 % — азіатів |

До двох чи більше рас належало 2,2 %. Частка іспаномовних становила 1,2 % від усіх жителів.
За віковим діапазоном населення розподілялося таким чином: 26,1 % — особи молодші 18 років, 62,8 % — особи у віці 18—64 років, 11,1 % — особи у віці 65 років та старші. Медіана віку мешканця становила 36,1 року. На 100 осіб жіночої статі у селищі припадало 101,5 чоловіків;  на 100 жінок у віці від 18 років та старших — 101,0 чоловіків також старших 18 років.
Середній дохід на одне домашнє господарство  становив 48 985 доларів США (медіана — 39 000), а середній дохід на одну сім'ю — 56 958 доларів (медіана — 44 659). Медіана доходів становила 38 036 доларів для чоловіків та 26 372 долари для жінок. За межею бідності перебувало 16,6 % осіб, у тому числі 24,9 % дітей у віці до 18 років та 0,0 % осіб у віці 65 років та старших.
Цивільне працевлаштоване населення становило 968 осіб. Основні галузі зайнятості: роздрібна торгівля — 24,4 %, виробництво — 21,7 %, освіта, охорона здоров'я та соціальна допомога — 14,5 %, будівництво — 11,3 %.